# وتدية حالة لليوريا
وتدية حالة لليوريا (الاسم العلمي: Corynebacterium urealyticum) هي نوع من البكتيريا تتبع جنس الوتدية من فصيلة الوتديات.